# David Constantin

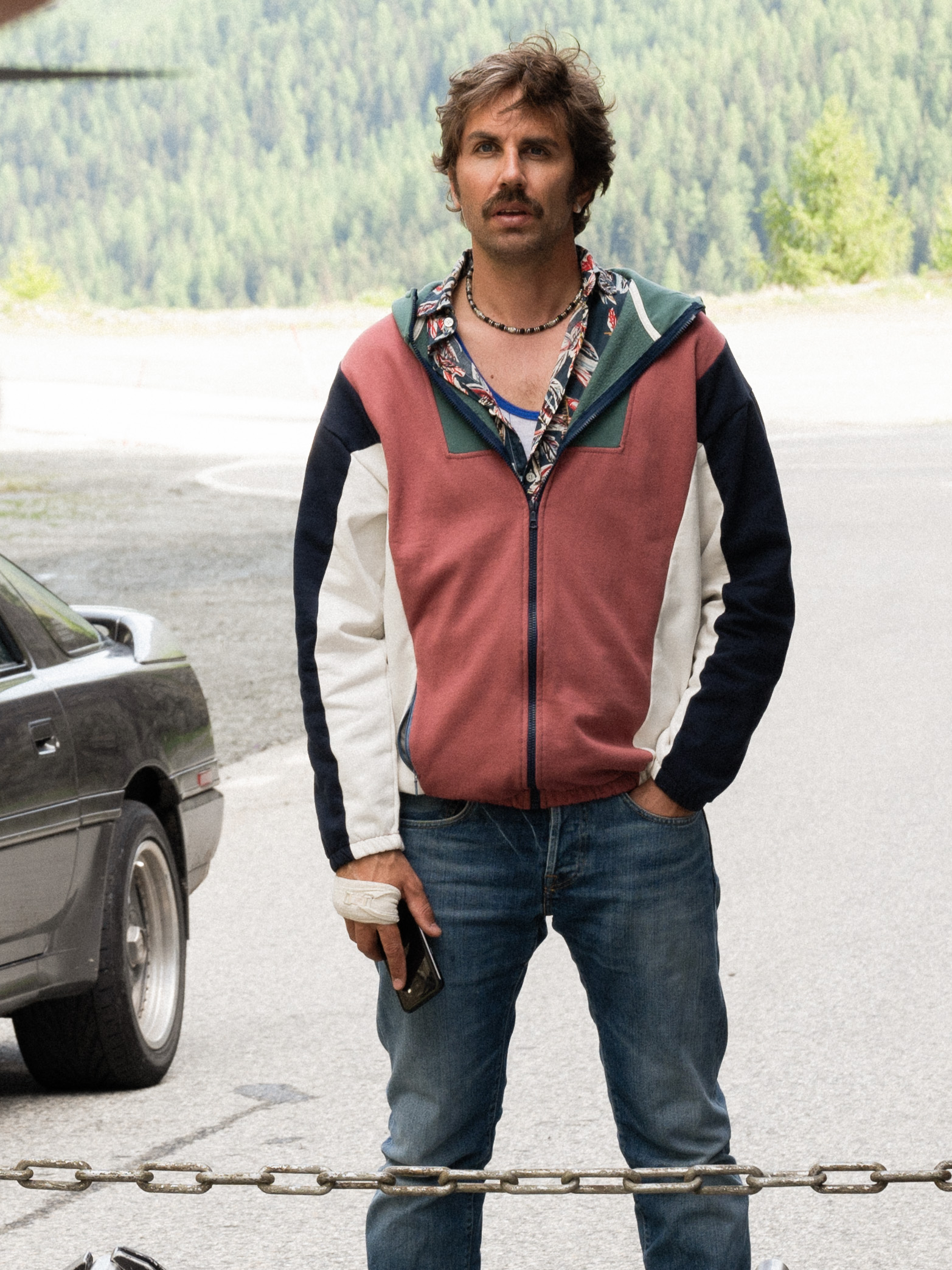
David Constantin am Set von Tschugger Staffel 2, Juni 2022

David «Bax» Constantin (* 19. Juni 1984 in Salgesch) ist ein Schweizer Film- und Werberegisseur, Autor und Schauspieler.

## Leben

### Kindheit und Jugend
Constantin wuchs in Salgesch mit drei Geschwistern in einer Familie auf, welche ein kleines Weingut betrieb. Der Vater war Notar, die Mutter Kindergärtnerin. Den Übernamen Bax habe er schon zu seiner Schulzeit wegen seiner Hasenzähne (Bugs Bunny) erhalten. Er habe mitgespielt und sich selbst auch Bax genannt, um sich ein wenig Stolz zu bewahren. Für die Sekundarschule musste er nach Siders, das Gymnasium begann er in Brig.
Während des Gymnasiums drehte er erste Videos und Musikvideos für seine damalige Band «Lineli Concept». Sein Traum war ein Medizinstudium, er bestand aber die Matura nicht. Während seiner Rekrutenschule der Schweizer Armee führte er eine Filmkamera mit und erstellte den provokativen Kurzfilm Panzerkinder, der den Militäralltag parodierte. Etwas später wurde deswegen ein militärisches Verfahren eingeleitet.

### Ausbildung
Nach der RS bewarb sich Constantin drei Mal an der Zürcher Hochschule der Künste (ZHDK) und wurde drei Mal abgelehnt. 2006 brach Constantin in die USA auf und studierte für ein paar Monate Film in New York, dabei jobbte er nebenbei bei verschiedenen Filmdrehs. Er kehrte ohne Diplom in die Schweiz zurück und startete mehrere Anläufe für ein Studium in Germanistik, Filmwissenschaften, Sportwissenschaften und Psychologie, bis er sich an der Berner Fachhochschule zum Ökonomen ausbilden liess.

### Karriere
Im Wiederholungskurs des Militärs griff Constantin erneut zur Kamera und parodierte den damaligen Verteidigungsminister Ueli Maurer beim Truppenbesuch am Scharfschützengewehr. Als das Video Panzersenioren ins Internet gestellt wurde, sorgte es beim Verteidigungsdepartement für Unmut, und Constantin musste sich erneut vor der Militärjustiz rechtfertigen.
2012 veröffentlichte Constantin in Zusammenarbeit mit 20 Minuten die neunteilige Webserie Tschutter, die eine Walliser Fussballmannschaft parodiert. Constantin spielte die Rolle des wenig begabten Fussballers und Musikers Bax Johannes Schmidhalter.
Ab 2013 wurde Constantin für die Produktionsfirma «Shining Film AG» im Zürcher Oberland tätig. Mit der Produzentin Sophie Toth drehte er für Kunden wie Swisscom, Emmentaler, Bundesamt für Gesundheit, Coop, Schweiz Tourismus u. a. nicht nur klassische TV-Werbung, sondern entwickelte auch längere fiktive Formate wie die Serien Rocco, Hamster oder Mitsch Dri, mit denen er national wie international Preise gewann.
2017 legte Constantin das Konzept von Tschugger der Abteilung Fiktion von SRF vor. Diese war vom Konzept begeistert, von höherer Stelle wurde es aber mit der Begründung zu grosser Ähnlichkeit der neuen Eigenproduktion Wilder, welche im gleichen Jahr Premiere feierte. Mike Müller bezeichnete diesen Vergleich als absurd und als einen «Kündigungsgrund». Um zu zeigen, dass Tschugger nicht mit Wilder zu vergleichen war, produzierten Constantin und die Produzentin Sophie Toth, mit der er bereits seit längerem zusammenarbeitete, auf eigene Kosten eine Pilotfolge. In der Folge wurde das von SRF aufgegriffen, und ab 2021 realisierte Constantin damit in Zusammenarbeit mit dem Schweizer Radio und Fernsehen und Sky Switzerland seine erste TV-Serie, in der er auch beim Drehbuch beteiligt war und die Hauptrolle spielte. Die Serie erreichte über 30 Prozent Marktanteil und erhielt fast durchwegs positive Kritiken in den Medien. Die zweite Staffel war ab 15. September 2022 bei Sky Schweiz abrufbar und wurde ab 18. Dezember 2022 auf SRF ausgestrahlt, die dritte Staffel im November 2023.
Im Januar 2023 erhielt er an den Solothurner Filmtagen den Prix Swissperform für die beste Hauptrolle in Fernsehproduktionen für seine Rolle als Bax in Tschugger.«Dieser Bax, sexy und total grössenwahnsinnig, verpeilt aber immer mit einem kristallklaren moralischen Kompass, ist eine Wucht», urteilte die Jury.
Im 2025 erhielt er den Schweizer Filmpreis in der Kategorie «Bester Darsteller» für «Tschugger: Der Lätscht Fall» (Die vierte Staffel von Tschugger).

## Filmografie
- 2005: Panzerkinder (Dokumentarfilm)
- 2012: Börnt Away
- 2012: Tschutter (Webserie)
- 2015: Cupsieger (Online-Kurzfilm)
- 2015: Mitsch Dri (Webserie und Musikvideo)
- 2016: Rocco (Webserie)
- 2017: Mitten Drin (Webserie)
- 2021: Tschugger (Serie, 1. Staffel)
- 2022: Tschugger (Serie, 2. Staffel)
- 2023: Tschugger (Serie, 3. Staffel)
- 2024: Tschugger (Serie, 4. Staffel, wurde zunächst als Kinofilm veröffentlicht)

## Auszeichnungen (Auswahl)
- 2014: Epica Awards –  Silber für die «Tony-Card-Kampagne»
- 2015: EDI Awards, Zürich – Gold für «Cupsieger» in der Kategorie Internet Virals & Clips
- 2016: EDI Awards, Zürich – vier Auszeichnungen für «Mitsch Dri» und «Bernafon»
- 2016: Corporate Media & TV Awards, Cannes – Gold für «Bernafon»
- 2017: ADC Award, Zürich – Gold für Open-Air-Gampel-Clip «Mitten Drin»
- 2017: Die Klappe, Hamburg – Bronze für Open-Air-Gampel-Clip «Mitten Drin»
- 2018: Die Klappe, Hamburg – Gold für BAG «Safer Sex Check»
- 2018: ADC Award, Zürich – Gold für BAG «Safer Sex Check»
- 2021: Arosa Humorfestival, Humorschaufel[11]
- 2023: Prix Swissperform, Solothurner Filmtage – beste Hauptrolle in Fernsehproduktionen[8]
- 2023: Prix Walo als «Bester Schauspieler» und für die «Beste TV-Produktion»[12]
- 2025: Schweizer Filmpreis für «Bester Darsteller»